# 聯合生物醫學
聯合生物醫學公司（英語：United Biomedical, Inc.）是美國跨國製藥、生物技術集團，總部位於紐約長島。

## 外部連結
- 官方网站